# Монтесума, Джоннер
Джонне́р Хоэ́ль Монтесу́ма Ордо́ньес (исп. Jhonner Joel Montezuma Ordóñez ; родился 11 января 1998 года, провинция Эсмеральдас, Эквадор) — эквадорский футболист, защитник клуба «Барселона».

## Клубная карьера
Монтесума — воспитанник клуба «Аукас». 13 февраля 2016 года в матче против «Ривер Эквадор» он дебютировал в эквадорской Примере. В начале 2017 года Хоннер перешёл в «Барселону» из Гуаякиль.

## Международная карьера
В 2015 году Монтесума завоевал бронзовые медали юношеского чемпионата Южной Америки в Парагвае. На турнире он был запасным и на поле не вышел. В том же году Хоннер принял участие в юношеском чемпионате мира в Чили. На турнире он также остался в запасе.
В 2017 года Хоннер в составе молодёжной сборной Эквадора завоевал серебряные медали домашнего молодёжного чемпионата Южной Америки. На турнире он был запасным и на поле не вышел.

## Достижения
Международные
 Эквадор (до 20)
- Чемпионат Южной Америки по футболу среди молодёжных команд — 2017 — 2-е место